# Luboš Patera
Luboš Patera (10. dubna 1963 Kladno – 11. listopadu 2020) byl občanský aktivista bojující za práva dětí v Česku a na Slovensku. Působil v občanském sdružení pro ochranu práv dětí, rodičů a prarodičů – Iustin. Šlo o jednoho z prvních otců, kteří uspěli se svojí žalobou proti České republice u Evropského soudu pro lidská práva. Byl zastáncem Cochemského modelu pro přístup státu k řešení rozchodu / rozvodu rodičů a propagátorem střídavé péče.